# كيفين ميتشل (ملاكم)
كيفن ميتشل (بالإنجليزية: Kevin Mitchell)‏ (من مواليد 29 أكتوبر 1984) هو ملاكم محترف بريطاني معتزل، تنافس بين عامي 2003 و 2015. تحدى مرتين على لقب بطل العالم في الوزن الخفيف في عامي 2012 و 2015. أما على المستوى الإقليمي، فقد حصل على لقب بطل الكومنولث في الوزن الخفيف الممتاز من 2006 إلى 2008 ولقب بطل بريطانيا في الوزن الخفيف الممتاز عام 2008.
خاض خلال مسيرته 43 نزالا، فاز في 39 وخسر في 4. فاز بالضربة القاضية في 29 نزالا.
خسر أمام خورخي لينارس بالضربة الفنية القاضية (2015).

## روابط خارجية
- كيفين ميتشل على موقع بوكس ريك (الإنجليزية) (registration required)